# Mikael Max
Mikael Max, właśc. Karl Mikael Max, ur. jako Karl Mikael Karlsson (ur. 21 sierpnia 1973 w Gullspång) – szwedzki żużlowiec, indywidualny mistrz świata juniorów z 1994.
W przerwie zimowej 2002/2003 zmienił nazwisko Karlsson na Max, panieńskie nazwisko swojej matki.
Jego dwaj bracia Peter i Magnus są również żużlowcami.

## Mistrzostwa świata

### Starty w Grand Prix (Indywidualnych Mistrzostwach Świata na Żużlu)

#### Miejsca na podium
| Nr | Dzień       | Rok  | Nazwa                        | Miejscowość | Tor                               | Miejsce | Punkty | Biegi           | Zwycięzca        |
| -- | ----------- | ---- | ---------------------------- | ----------- | --------------------------------- | ------- | ------ | --------------- | ---------------- |
| 1. | 8 września  | 2001 | Grand Prix Polski            | Bydgoszcz   | Stadion Polonii                   | 3.      | 18     | (3,3,1,2,3,2,1) | Jason Crump      |
| 2. | 29 września | 2001 | Grand Prix Szwecji           | Sztokholm   | Stadion Olimpijski (sztuczny tor) | 2.      | 20     | (3,2,3,2)       | Jason Crump      |
| 3. | 11 maja     | 2002 | Grand Prix Norwegii          | Hamar       | Vikingskipet                      | 3.      | 18     | (2,2,1,3,2,1)   | Tony Rickardsson |
| 4. | 8 czerwca   | 2002 | Grand Prix Wielkiej Brytanii | Cardiff     | Millennium Stadium (sztuczny tor) | 3.      | 18     | (3,2,3,3,2,1)   | Ryan Sullivan    |
| 5. | 14 września | 2002 | Grand Prix Europy            | Chorzów     | Stadion Śląski                    | 3.      | 18     | (1,2,3,3,1)     | Nicki Pedersen   |

#### Punkty w poszczególnych zawodachGrand Prix
| Sezon | Numer | 1      | 2      | 3      | 4      | 5        | 6      | 7      | 8      | 9     | 10     | Msc. | Pkt. |
| ----- | ----- | ------ | ------ | ------ | ------ | -------- | ------ | ------ | ------ | ----- | ------ | ---- | ---- |
| 1995  | 17    | POL 3  | AUT 3  | DEU 2  | SWE 4  | DNK 1    | GBR 4  |        |        |       |        | 16   | 17   |
| 1997  | 17    | CZE    | SWE 1  | DEU    | GBR 11 | POL      | DNK 2  |        |        |       |        | 16   | 14   |
| 1999  | 18    | CZE 7  | SWE 5  | POL 8  | GBR 7  | POL II 6 | DNK 12 |        |        |       |        | 14   | 45   |
| 2000  | 12    | CZE 12 | SWE 8  | POL 4  | GBR 8  | DNK 5    | EUR 2  |        |        |       |        | 13   | 39   |
| 2001  | 15    | DEU 2  | GBR 2  | DNK 12 | CZE 5  | POL 18   | SWE 20 |        |        |       |        | 7    | 59   |
| 2002  | 7     | NOR 18 | POL 7  | GBR 18 | SVN 11 | SWE 11   | CZE 7  | SCA 13 | EUR 18 | DNK 6 | AUS 13 | 5    | 122  |
| 2003  | 5     | EUR 7  | SWE 13 | GBR 5  | DNK 1  | SVN 3    | SCA 8  | CZE 7  | POL 5  | NOR 3 |        | 13   | 52   |
| 2004  | 14    | SWE 6  | CZE 3  | EUR 6  | GBR 2  | DNK 8    | SCA 5  | SVN 7  | POL 4  | NOR 8 |        | 13   | 49   |
| 2005  | 17    | EUR    | SWE 0  | SVN    | GBR    | DNK      | CZE    | SCA    | POL    | ITA   |        | 28   | 0    |

| Statystyki        | Statystyki |
| ----------------- | ---------- |
| Starty            | 56         |
| Zwycięstwa        | 0          |
| Miejsca na podium | 5          |
| Finalista         | 5          |
| Punkty            | 397        |

## Starty w lidze

### Drużynowe Mistrzostwa Polski
Źródło.
Legenda:      awans      spadek
| Sezon | Liga       | Klub                        | Miejsce klubu | Mecze | Biegi | Punkty | Bonusy | Razem | Śr. bieg. | Zwycięzca ligi             | Mistrz Polski (Ekstraliga)       |
| ----- | ---------- | --------------------------- | ------------- | ----- | ----- | ------ | ------ | ----- | --------- | -------------------------- | -------------------------------- |
| 1995  | I Liga     | Polonia Piła                | 4.            | 2     | 11    | 19     | 1      | 20    | 1,818     | Sparta Polsat Wrocław      | Sparta Polsat Wrocław            |
| 2000  | I Liga     | RKM Rybnik                  | 3.            | 16    | 85    | 195    | 4      | 199   | 2,341     | ZKŻ Polmos Zielona Góra    | Polonia Bydgoszcz                |
| 2001  | I Liga     | RKM Rybnik                  | 2.            | 12    | 60    | 146    | 7      | 153   | 2,550     | Lotos Gdańsk               | Apator Adriana Toruń             |
| 2002  | I Liga     | RKM Rybnik                  | 3.            | 10    | 51    | 140    | 3      | 143   | 2,804     | ZKŻ Quick-Mix Zielona Góra | Point S Polonia Bydgoszcz        |
| 2003  | I Liga     | WKM Warszawa                | 8.            | 3     | 15    | 39     | 1      | 40    | 2,667     | RKM Rybnik                 | Top Secret Włókniarz Częstochowa |
| 2005  | I Liga     | Marma Polskie Folie Rzeszów | 1.            | 8     | 40    | 113    | 0      | 113   | 2,825     | –                          | Unia Tarnów                      |
| 2006  | I Liga     | KM Intar Lazur Ostrów       | 2.            | 9     | 38    | 61     | 4      | 65    | 1,711     | ZKŻ Kronopol Zielona Góra  | Atlas Wrocław                    |
| 2007  | I Liga     | KM Intar Lazur Ostrów       | 2.            | 20    | 104   | 207    | 11     | 218   | 2,096     | Stal Gorzów                | Unia Leszno                      |
| 2008  | Ekstraliga | Atlas Wrocław               | 5.            | 2     | 7     | 5      | 0      | 5     | 0,714     | Unibax Toruń               | Unibax Toruń                     |
| 2009  | I Liga     | Marma Hadykówka Rzeszów     | 3.            | 19    | 93    | 187    | 11     | 198   | 2,129     | Unia Tarnów                | Falubaz Zielona Góra             |
| 2010  | I Liga     | Marma Hadykówka Rzeszów     | 1.            | 20    | 95    | 179    | 26     | 205   | 2,158     | –                          | Unia Leszno                      |
| 2011  | I Liga     | Lotos Wybrzeże Gdańsk       | 2.            | 14    | 65    | 119    | 7      | 126   | 1,938     | –                          | Falubaz Zielona Góra             |
| 2012  | I Liga     | SK Lokomotīve Dyneburg      | 4.            | 15    | 76    | 134    | 10     | 144   | 1,895     | Lechma Start Gniezno       | Tauron Azoty Tarnów              |

Liga szwedzka
- Vetlanda 1987, 1988.
- Dackarna Målilla 1987, 1988, 2003, 2004, 2005,
- Örnarna Mariestad 1989, 1989, 1990, 1991, 1992, 1993, 1994, 1995, 1996, 1997, 1998.
- Valsarna Hagfors 1999, 2000, 2001, 2002.

Liga brytyjska
- Wolverhampton Wolves 1993, 1994,1996, 1997, 1998, 1999, 2001, 2002, 2003, 2004, 2005.
- Bradford Dukes 1995

## Osiągnięcia
Indywidualne Mistrzostwa Szwecji Juniorów
- 1989 – 11. miejsce
- 1990 – 6. miejsce
- 1991 – 3. miejsce
- 1992 – 1. miejsce
- 1993 – 5. miejsce